# Salakan
Salakan is een bestuurslaag in het regentschap Boyolali van de provincie Midden-Java, Indonesië. Salakan telt 3175 inwoners (volkstelling 2010).